# Флоридска джорданела
Флоридските джорданели (Jordanella floridae) са вид животни от семейство Ципринодонтови (Cyprinodontidae).
Таксонът е описан за пръв път от Джордж Браун Гуд през 1879 година.